# Neosartorya sublevispora
Neosartorya sublevispora är en svampart som beskrevs av Someya, Yaguchi & Udagawa 1999. Neosartorya sublevispora ingår i släktet Neosartorya och familjen Trichocomaceae.   Inga underarter finns listade i Catalogue of Life.